# Anchoa walkeri
Anchoa walkeri is een straalvinnige vis uit de familie van de ansjovissen (Engraulidae), orde van haringachtigen (Clupeiformes). De vis kan een lengte bereiken van 12 centimeter.

## Leefomgeving
De soort komt zowel in zoet, brak als zout water voor, in tropische wateren in de Grote Oceaan op een diepte tot 40 meter.

## Relatie tot de mens
In de hengelsport wordt er weinig op de vis gejaagd.